# Columbushaus
El Columbushaus (Columbus House) era un edificio de estilo moderno de oficinas y tiendas de nueve pisos en la Potsdamer Platz de Berlín (Alemania). Fue diseñado por Erich Mendelsohn y terminado en 1932. Fue un ícono de la arquitectura progresista que pasó relativamente ileso durante la Segunda Guerra Mundial, pero fue destruido por un incendio en la sublevación de 1953 en Alemania Oriental. Sus ruinas fueron arrasadas en 1957.

## Arquitectura
El Columbushaus ha sido descrito como un "pequeño rascacielos". Era un edificio con estructura de acero detallado horizontalmente, bandas alternas de ventanas y petriles en los pisos superiores prefigurados por un boceto conceptual de Ludwig Mies van der Rohe. (Mendelsohn luego afirmó que tuvo que incluir cursos de albañilería para permitir letreros de neón, pues de lo contrario habría usado solo metal y vidrio). El cliente exigió que la fachada se curvara para seguir la línea de Friedrich-Ebert-Straße y también especificó que los planos de planta fueran flexibles para permitir su uso futuro como grandes almacenes. La solución de Erich Mendelsohn fue hacer que los marcos de las ventanas de las paredes exteriores soportaran gran parte de la carga en los pisos superiores para limitar en gran medida el número de soportes internos y permitir la configuración de espacios a voluntad mediante tabiques. En las plantas inferiores, con su acristalamiento continuo de uso comercial, se desplazó la carga a los apoyos interiores mediante vigas transversales y vigas en voladizo. Fue el edificio de oficinas más avanzado de Europa, y el primer edificio en Alemania en tener equipo de ventilación.
Estilísticamente, fue "quizás el ejemplo más pronunciado y riguroso del diseño de un edificio de oficinas moderno en Berlín". Fue concebido como una verdadera pieza de progresismo urbano, en contraste con el mundo de fantasía personificado por Haus Vaterland, en el lado opuesto de la plaza.
"Dedicado a una versión idealista de América", fue intencionalmente revolucionario, su altura y modernidad contrastaban fuertemente con los otros edificios de la plaza, que eran predominantemente neoclásicos en los detalles y muchos databan del Gründerzeit del último cuarto del siglo XIX. Debía haber sido parte de una reconfiguración de Potsdamer Platz y la adyacente Leipziger Platz como espacios modernos que fue planeada por Stadtbaurat Martin Wagner; como resultado de la Gran Depresión, Columbushaus fue la única parte del proyecto construida. Mendelsohn planeó Columbushaus como parte de una pared de rascacielos alrededor de la plaza reformada; primero, en 1928, proponiendo combinar ambas plazas y en un segundo esbozo conceptual, en 1931, realizando una plaza octogonal separada de la Potsdamer Platz propiamente dicha. Aunque no se construyeron otros edificios para ubicarlo en el contexto previsto, la "última obra maestra del período alemán de Mendelsohn" fue muy influyente.

## Historia

### Antecedentes y construcción
El cruce de la Friedrich-Ebert-Straße con la Bellevuestraße, en una esquina de lo que se conocía como el 'triángulo de Lenné' (entre Bellevuestraße, Friedrich-Ebert-Straße y Lennéstraße), había sido ocupado por el Grand Hotel Bellevue, construido entre 1887 y 1888. Un consorcio de inversores alemanes planeó construir una sucursal de Galeries Lafayette en el sitio y contrató a Mendelsohn para diseñarlo.. Sin embargo, los propietarios de los grandes almacenes Wertheim en Leipziger Platz compraron inmediatamente el terreno adyacente. Dado que parte del sitio se iba a utilizar para ensanchar la calle como parte de las mejoras de tráfico de Wagner, el edificio tenía que ser muy alto.

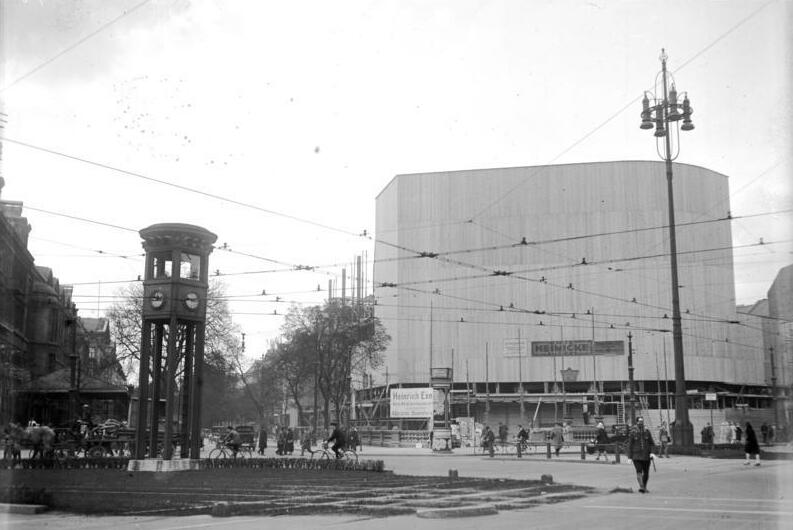
Valla publicitaria de 20 metros de altura en el solar, 1928

Mendelsohn presentó los planos a la ciudad para un edificio de 15 plantas, rebajado en ambos extremos. Debía haber un restaurante en la azotea de dos pisos, y grandes letras que deletreaban el nombre de los grandes almacenes alrededor del borde del techo, y el vestíbulo también debía haber servido como entrada del metro. Cuando parecía probable la aprobación, el hotel fue demolido a fines de 1928 e hizo construir una valla publicitaria de 20 metros de altura siguiendo los contornos del antiguo edificio, con tiendas en la base. La valla publicitaria anunciaba la próxima tienda por departamentos y también incluía publicidad paga, que sufragó algunos de los costos de los propietarios. Sin embargo, en febrero de 1929, el diseño fue rechazado por considerar que probablemente exacerbaría los problemas de tráfico; en cambio, se dio permiso para una estructura de nueve pisos, y en junio de ese año se anunció el inicio de la construcción para septiembre u octubre. Sin embargo, en agosto los inversionistas decidieron construir en otro lugar, y luego el inicio de la Gran Depresión se lo impidió.
Casi dos años después, en agosto de 1931, anunciaron que en su lugar construirían el Columbushaus de 10 pisos en el sitio de Potsdamer Platz. Esta versión del proyecto Mendelsohn diseñado para Wertheim, y fue construido en 1931 y 1932.

### Usos
Mendelsohn diseñó el edificio para maximizar los ingresos por alquiler. La planta baja estaba ocupada por varias tiendas, incluida una sucursal de Woolworth's. Había cafeterías en los pisos primero y noveno. Los pisos restantes en el medio eran oficinas. Inicialmente, el edificio incluía una agencia de viajes, la empresa de autobuses y camiones Büssing, Deutsche Edelstahl y otras empresas y organizaciones de renombre. En el techo se colocó un gran letrero de neón que anunciaba el periódico nazi Braune Post. Durante los Juegos Olímpicos de Verano de 1936 en Berlín, el centro de información del Comité Organizador Olímpico estuvo alojado en el edificio.
El archivo secreto de la organización de resistencia leninista Neu Beginnen estaba en el edificio. El 1 de diciembre de 1939, Richard von Hegener alquiló tres o cuatro oficinas en el edificio para una organización encubierta fundada para llevar a cabo el programa de ejecución de personas con discapacidad física y mental, que se conoció como Acción T4 por la dirección cercana Tiergartenstraße 4 a la que se dirige su la sede se trasladó en la primavera de 1940.

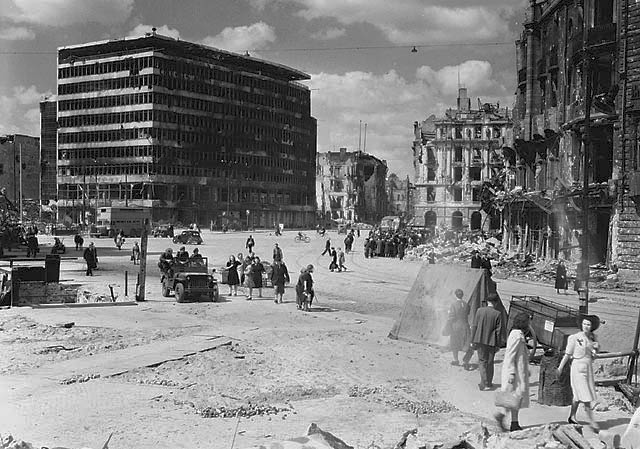
Columbushaus y ruinas de otros edificios en Potsdamer Platz, 1945

El edificio resultó dañado en la batalla por Berlín en los últimos días de la Segunda Guerra Mundial, pero gracias a su moderna estructura de acero, no se destruyó.
Ubicado en Mitte, el edificio estaba en el sector soviético del Berlín ocupado. Wertheim utilizó algo de espacio en la planta baja para ventas y en los pisos superiores para oficinas. En 1948, el consejo de Berlín Oriental, el Magistrat, se apoderó de la propiedad; el espacio de venta fue ocupado por la organización minorista nacional, HO (Handelsorganisation), y la Policía Popular abrió una comisaría en el edificio.

#### Incendio y demolición
Durante la Sublevación de 1953 en Alemania del Este, el alcalde de Kreuzberg, Willy Kressmann, instó a la policía a que no ofreciera resistencia, y arrojaron sus uniformes por las ventanas y colgaron una bandera blanca, pero la multitud enfurecida no obstante puso el edificio en llamas. En 1957 se demolieron las ruinas y se despejó el sitio. El acero fue rescatado y reutilizado.

### Tras el incendio
Cuando se erigió el muro de Berlín en 1961, continuaba la línea de Friedrich-Ebert-Straße y el triángulo de Lenné se encontraba fuera de él, separado del oeste solo por una valla con postes de hormigón; esto ahorró materiales de construcción y proporcionó mejores vistas sobre el terreno baldío, pero ocasionalmente los occidentales cortaban la cerca.
En 1986, las autoridades de Alemania Oriental arrestaron allí a Wolfram Hasch por hacer grafitis políticos en la pared. En marzo de 1988, se llegó a un acuerdo para intercambiar 16 pequeños terrenos entre el este y el oeste de Berlín, incluido el triángulo de Lenné, para permitir la construcción de una ampliación de la autopista; Berlín Occidental también pagó 76 millones de marcos alemanes al Este. El triángulo de Lenné pasó a formar parte del distrito de Tiergarten. Sin embargo, antes de que el intercambio entrara en vigor el 1 de julio, los ambientalistas lo ocuparon, construyeron un campamento y lo declararon zona extralegal, el 'Rincón Norbert Kubat', llamado así por un joven que se había quitado la vida en la cárcel. Los manifestantes llegaron al sitio de toda la República Federal y, en algunos casos, del extranjero; se estableció una estación de radio y hubo cobertura de prensa regular, incluida la televisión extranjera; el número de ocupantes del sitio aumentó a alrededor de 600, y después de que el Senado de Berlín Occidental, al no haber podido obtener ayuda de las fuerzas de ocupación británicas o rusas, primero intentó cercar el área y luego hacer que la policía los dispersara. (tocando música a todo volumen por la noche, entre otras tácticas), fortificaron el campamento y arrojaron piedras a la policía.
La policía respondió con gases lacrimógenos, los ocupantes ilegales con hondas, fuegos artificiales y cócteles molotov. Temprano en la mañana del 1 de julio, cuando la policía intervino, los 180 – 200 personas siguen ocupando el sitio huido a través de la pared, en "el primer vuelo de la masa sobre la pared de oeste a este". La policía fronteriza de Alemania Oriental los ayudó con sus perros, bicicletas y otras pertenencias, y las autoridades les dieron el desayuno, los llevaron a la estación de Friedrichstraße en la frontera a través de la entrada diplomática y les dieron boletos para que pudieran viajar de regreso a Berlín Occidental sin ser atrapado por la policía de Alemania Occidental, que había reforzado el control de boletos con anticipación.
Desde la reunificación alemana, Potsdamer Platz ha sido remodelada por completo. El triángulo Lenné ahora está ocupado por el Beisheim Center, que incluye hoteles Marriott y Ritz-Carlton entre otras instalaciones y fue financiado por Otto Beisheim y otros inversionistas. En preparación para la construcción, que comenzó en 1995, se taló un bosque de aproximadamente 30 años en el sitio.

## Galería

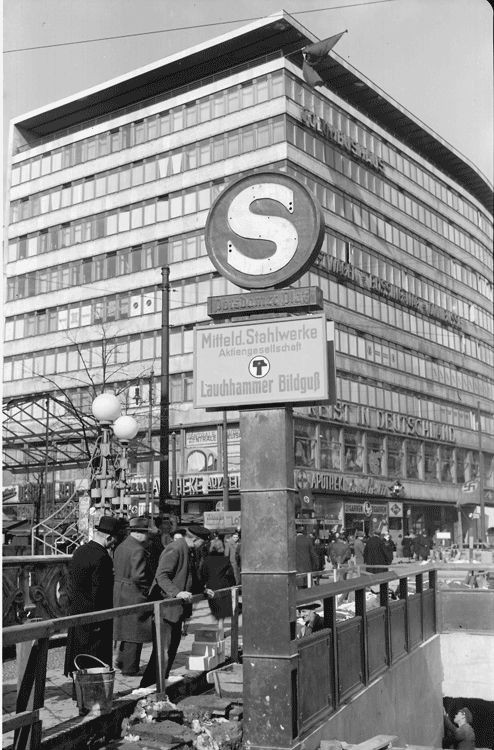
El edificio en 1939
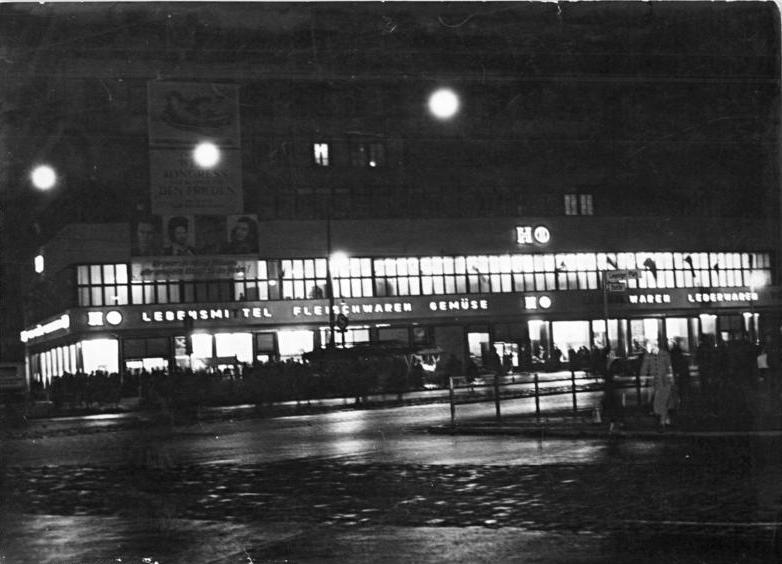
Tienda HO, vista nocturna en enero de 1951
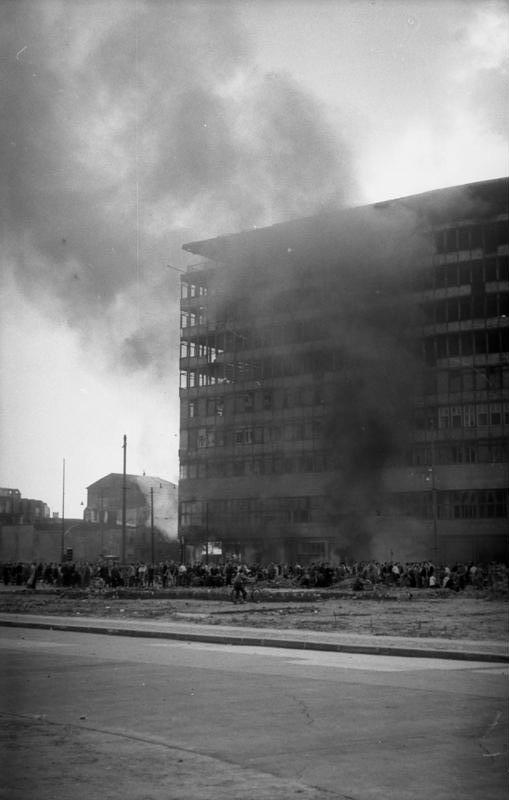
El inciendio de 1953
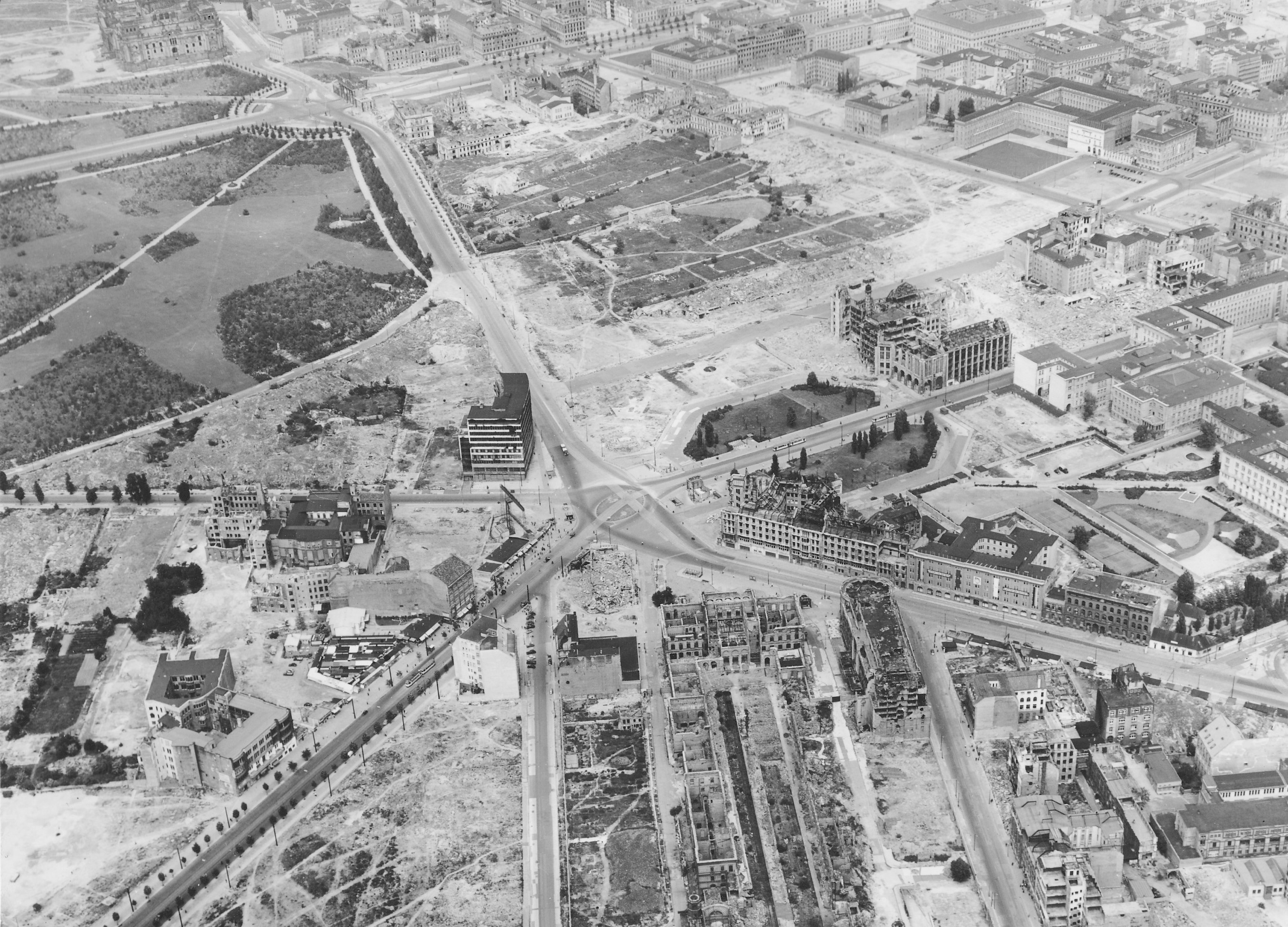
Vista aérea en 1954
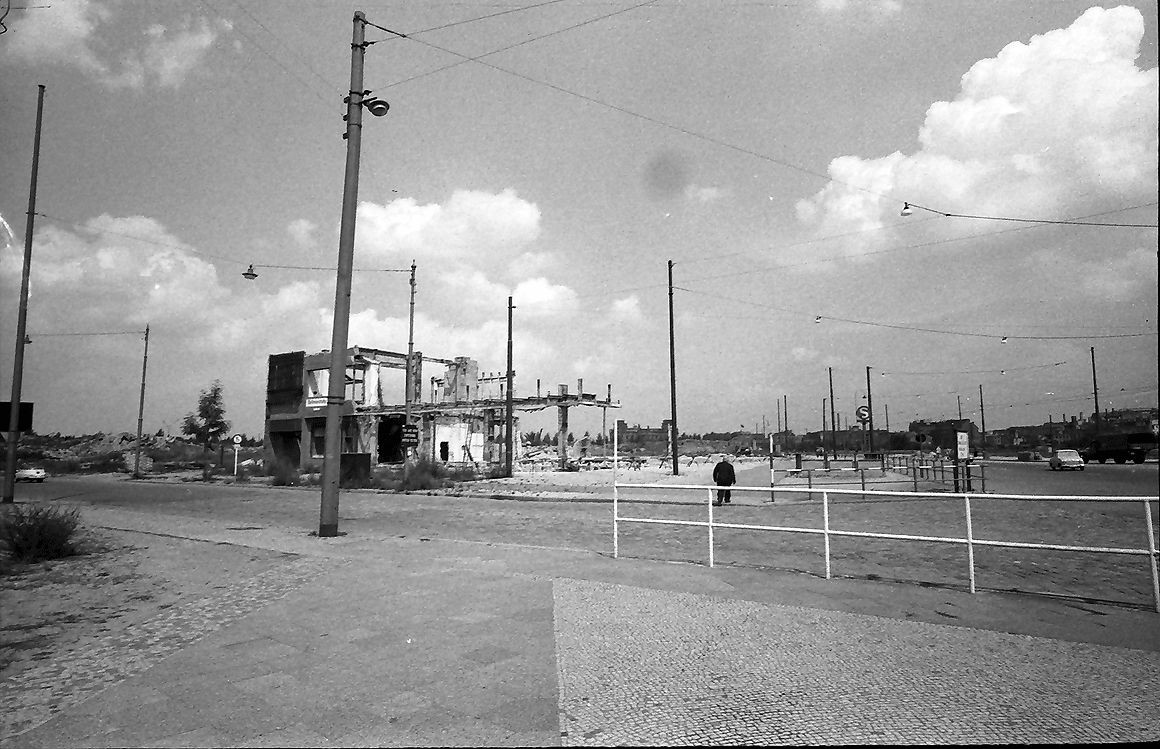
El sitio vacío en 1957